# Tom Osborne

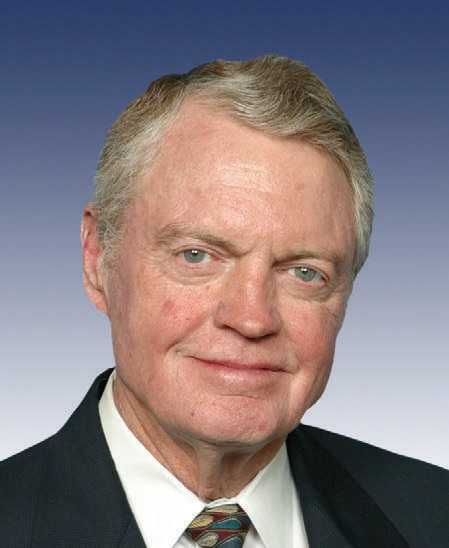
Tom Osborne

Thomas William „Tom“ Osborne (* 23. Februar 1937 in Hastings, Nebraska) ist ein US-amerikanischer Politiker. Zwischen 2001 und 2007 vertrat er den dritten Wahlbezirk des Bundesstaates Nebraska im US-Repräsentantenhaus. Außerdem war er ein erfolgreicher Footballspieler und -trainer.

## Werdegang
Tom Osborne besuchte die Hastings High School und danach bis 1959 das Hastings College. Danach studierte er bis 1965 an der University of Nebraska. Zwischen 1959 und 1961 spielte er als Wide Receiver in der National Football League (NFL) für die Washington Redskins und die San Francisco 49ers. Von 1964 bis 1997 war er ein erfolgreicher Trainer, der mit dem Team der University of Nebraska, den Nebraska Cornhuskers, dreimal die amerikanische College-Meisterschaft der NCAA gewann. Osborne ist bis heute eine Legende in der amerikanischen Footballszene und wurde 1999 in die College Football Hall of Fame aufgenommen; im folgenden Jahr erhielt er den nach Jim Thorpe benannten Jim Thorpe Lifetime Achievement Award. Zwischen 1960 und 1966 war er außerdem Mitglied der Nationalgarde von Nebraska.
Politisch wurde Osborne Mitglied der Republikanischen Partei. Bei den Kongresswahlen des Jahres 2000 wurde er mit 83 % der Wählerstimmen im dritten Distrikt von Nebraska in das US-Repräsentantenhaus gewählt, wo er am 3. Januar 2001 die Nachfolge von Bill Barrett antrat. Nachdem er in den folgenden Jahren jeweils wiedergewählt worden war, konnte er sein Mandat im Kongress bis zum 3. Januar 2007 ausüben. 2006 verzichtete er auf eine erneute Kandidatur für das US-Repräsentantenhaus. Stattdessen bewarb er sich innerhalb seiner Partei erfolglos um die Nominierung für den Posten des Gouverneurs von Nebraska; er unterlag in der republikanischen Primary dem Amtsinhaber Dave Heineman. Tom Osborne ist mit Nancy Osborne verheiratet. Das Paar lebt in Lemoyne.